# Jisaburo Ozawa

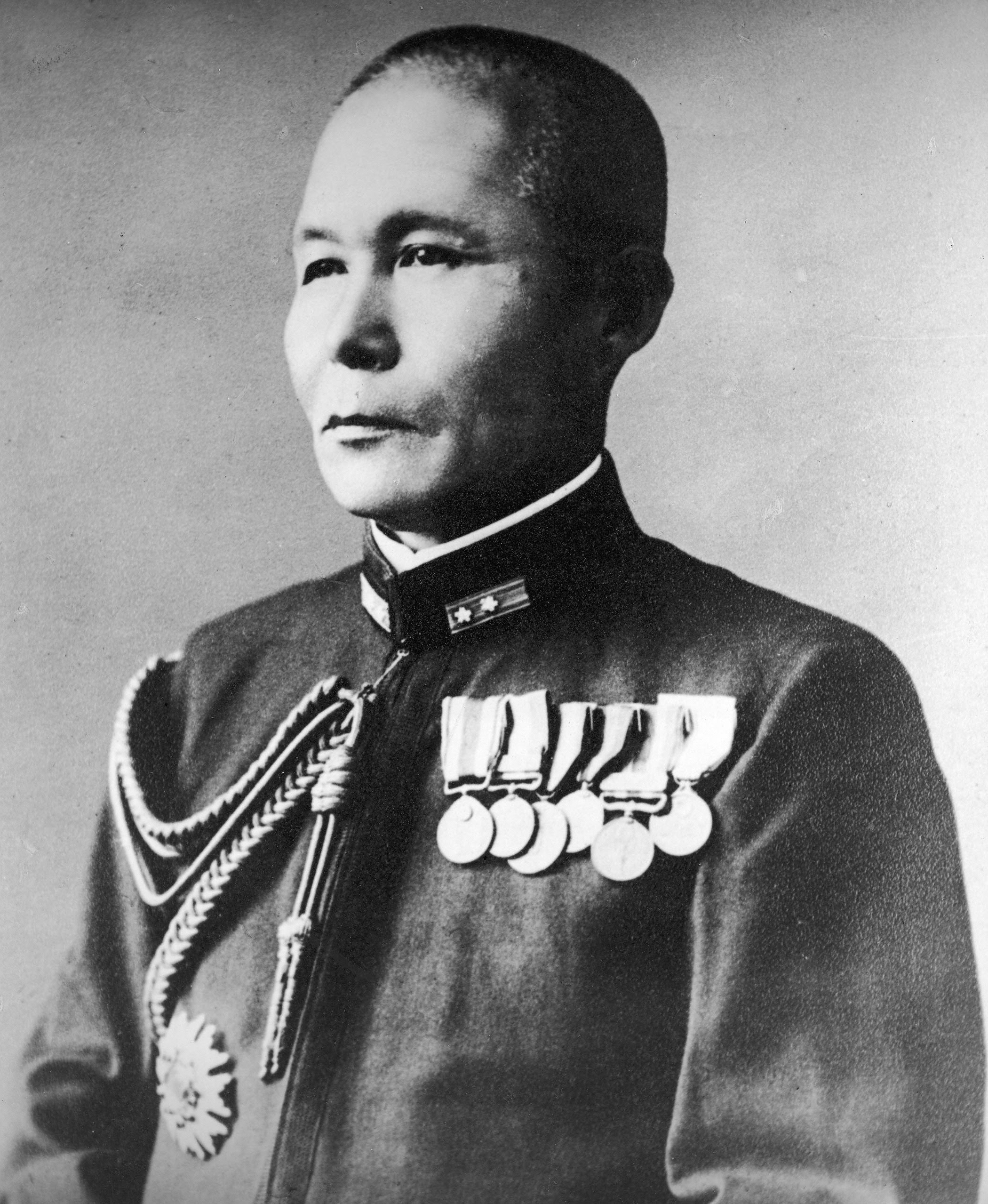
Jisaburo Ozawa

Jisaburo Ozawa (japanska: 小沢治三郎?, Ozawa Jisaburō) , född 2 oktober 1886, död 9 november 1966, japansk amiral under andra världskriget. År 1940 blev han viceamiral och chef för den japanska sjökrigsskolan. Efter attacken mot Pearl Harbor så fick Ozawa ansvaret för japanska flottans operationer i Sydkinesiska havet. I början av 1942 var hans flotta inblandad i invasionen av Java och Sumatra.